# Světová luterská federace

Lutherova růže – emblém luterských církví

Světová luterská federace neboli Světový luterský svaz je největším denominačním svazem luterských církví.
SLF byla založena roku 1947 v Lundu. Sídlí v Ženevě.
Svaz sdružuje 140 církví ze 79 zemí. Z českých církví patří do SLF Slezská církev evangelická augsburského vyznání (od roku 1956) a Českobratrská církev evangelická (od roku 2004).
Regionální kancelář SLF pro střední a východní Evropu sídlí v Bratislavě.

## Předsedové SLF
- 1947 – 1952 Anders Nygren (Švédsko)
- 1952 – 1957 Hanns Lilje (Německo)
- 1957 – 1963 Franklin Clark Fry (USA)
- 1963 – 1970 Fredrik A. Schiotz (USA)
- 1970 – 1977 Mikko Juva (Finsko)
- 1977 – 1984 Josiah Mutabuzi Isaya Kibira (Tanzanie)
- 1984 – 1987 Zoltán Káldy (Maďarsko)
- 1987 – 1990 Johannes Hanselmann (Německo)
- 1990 – 1997 Gottfried Brakemeier (Brazílie)
- 1997 – 2003 Christian Krause (Německo)
- 2003 – 2010 Mark Hanson (USA)
- 2010 – 2017 Munib Younan (Jordánsko)
- od 2017 Musa Panti Filibus (Nigérie)